# Glyptobasis fraseri
Glyptobasis fraseri là một loài côn trùng trong họ Ascalaphidae thuộc bộ Neuroptera. Loài này được Sziráki miêu tả năm 1998.